# قداد كازاكي
قداد كازاكي أو همستر كازاكي (الاسم العلمي:Allocricetulus eversmanni) هو نوع من الحيوانات يتبع جنس قداد وسط آسيا من فصيلة الفأرية.